# Persicaria bistorta
Srčenjak (lat. Persicaria bistorta (L.) Samp.) je vrsta roda Persicaria Mill.

## Opšte karakteristike
Srčenjak je višegodišnja, negranata, busenasta, zeljasta biljka, visine do 1 m. Stablo je golo i debelo, sa izuvijanim, valjkastim rizomom. Ohree su duge, gole ili dlakave, sa kopljastim vrhom, bez resa. Listovi su na licu goli, a na naličju goli, s voštanom prevlakom ili dlakavi. Donji listovi su dugi, trouglasto-kopljasti, skoro odrezane ili sužene osnove. Najgornji listovi su linearni, sedeći. Cvetovi su dvopolni. Cvast je vršni, debeo, valjkast ili ovalno glavičast klas. Cvetne drške su duže od cvetnog omotača, koji je roze boje, petodelan i usečen do osnove. Prašnika ima osam, a stubića tučka tri, sa glavičastim žigovima. Plod je orašica, koja viri iz cvetnog omotača. Trostrana je, oštrih ivica, glatka i sjajna. Sröenjak cveta od maja do avgusta. 

## Stanište i rasprostranjenje
Srčenjak naseljava vlažne livade ili obale vodenih basena, u planinskom ili subalpijskom pojasu. Ređe se može naći u šumi. Može se naći na različitim tipovima podloge, uglavnom na slabo kiselim, vlažnim i močvarnim zemljištima. Naseljava mezohigrofilne i mezofilne livade i pašnjake reda Molinietalia, odnosno zajednice sveza Deschampsion i Pancicion. Kao edifikatorska vrsta, izgrađuje asocijaciju Polygono bistortae-Poetum trivialis Z. Pavlović 1951. Konstatovana je i u subalpijskoj žbunastoj zajednici Salici-Alnetum viridis Čolić, Mišić, Popović 1964, kao i u zajednici maljave breze i belog bora na tresavama Pino-Betuletum pubescentis Stefanović 1962.
Rasprostranjen je u Evropi i Aziji, a u Severnoj Americi je adventivna vrsta.

## Upotreba
Koristi se za ishranu stoke, kao krma slabog kvaliteta, osim u mladom stanju. Mladi listovi se mogu upotrebljavati u ljudskoj ishrani. Kao lek se koristi podzemno stablo (Rhizoma Bistortae).